# (3829) Gunma
(3829) Gunma (1988 EM) – planetoida z pasa głównego asteroid okrążająca Słońce w ciągu 4,66 lat w średniej odległości 2,79 j.a. Odkrył ją Takuo Kojima 10 marca 1988 roku.